# Mario Anelli (geologo)
Mario Anelli (Parma, 9 giugno 1882 – Parma, 3 settembre 1953) è stato un geologo italiano.
Introdusse in Italia il concetto di ricoprimento tettonico causato dallo scivolamento di masse rocciose plastiche. Fu per molti anni docente all'università di Modena. Dal 1942  fino al 31 ott. 1952 fu direttore dell'istituto di geologia di Parma.